# The Gentle Giant
The Gentle Giant je studiové album amerického jazzového hudebníka Yusefa Lateefa, vydané v roce 1972 u vydavatelství Atlantic Records. Nahráno bylo ve dnech 7. dubna 1970 v newyorském studiu Regent Sound Studios (zde byla nahrána skladba č. 3), 9. dubna 1970 ve stejném studiu (skladba č. 7.), dne 1. září 1971 ve studiu Atlantic Recording Studios (skladby č. 2, 5 a 6) a o den později na stejném místě (č. 1, 4 a 8). Producentem nahrávacích frekvencí byl Joel Dorn. Vedle vlastních skladeb obsahuje i předělávku písně „Hey Jude“ britské skupiny The Beatles.

## Seznam skladeb
| Pořadí | Název              | Autor                       | Délka |
| ------ | ------------------ | --------------------------- | ----- |
| 1.     | Nubian Lady        | Kenny Barron                | 6:39  |
| 2.     | Lowland Lullabye   | tradicionál                 | 2:23  |
| 3.     | Hey Jude           | John Lennon, Paul McCartney | 9:01  |
| 4.     | Jungle Plum        | Barron                      | 4:33  |
| 5.     | The Poor Fisherman | Yusef Lateef                | 3:41  |
| 6.     | African Song       | Barron                      | 3:50  |
| 7.     | Queen of the Night | Lateef                      | 2:13  |
| 8.     | Below Yellow Bell  | Lateef                      | 5:07  |

## Obsazení
- Yusef Lateef – tenorsaxofon, flétna, bambusová flétna, hoboj, zvony, tamburína
- Eric Gale – kytara
- Neal Boyar – vibrafon
- Chuck Rainey – baskytara
- Bill Salter – baskytara
- Albert Heath – bicí, flétna
- Jimmy Johnson – bicí
- The Sweet Inspirations – vokální harmonie
- Kermit Moore – violoncello
- Kenny Barron – piano, elektrické piano
- Ray Bryant – piano, elektrické piano
- Bob Cunningham – kontrabas
- Sam Jones – kontrabas
- Ladji Camara – africké perkuse